# Municipio de Lebanon (Míchigan)
El municipio de Lebanon (en inglés: Lebanon Township) es un municipio ubicado en el condado de Clinton en el estado estadounidense de Míchigan. En el año 2010 tenía una población de 605 habitantes y una densidad poblacional de 6,6 personas por km².

## Geografía
El municipio de Lebanon se encuentra ubicado en las coordenadas 43°4′20″N 84°46′26″O / 43.07222, -84.77389. Según la Oficina del Censo de los Estados Unidos, el municipio tiene una superficie total de 91.69 km², de la cual 90,91 km² corresponden a tierra firme y (0,85 %) 0,78 km² es agua.

## Demografía
Según el censo de 2010, había 605 personas residiendo en el municipio de Lebanon. La densidad de población era de 6,6 hab./km². De los 605 habitantes, el municipio de Lebanon estaba compuesto por el 98,02 % blancos, el 0,83 % eran afroamericanos, el 0,17 % eran amerindios, el 0,17 % eran asiáticos, el 0,17 % eran de otras razas y el 0,66 % eran de una mezcla de razas. Del total de la población el 1,16 % eran hispanos o latinos de cualquier raza.